# Ribagorça
|  | Vegeu també Alta Ribagorça, Baixa Ribagorça, Ribagorça (comarca històrica) i Comtat de Ribagorça |

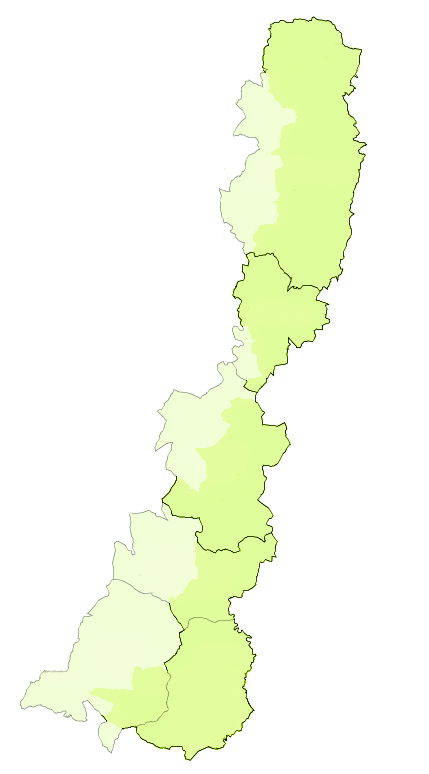
Mapa de la Franja de Ponent respecte a les comarques oficials (zones de color verd més viu, més la resta de zones en verd més difuminat). La Ribagorça és la primera comarca començant pel Nord.

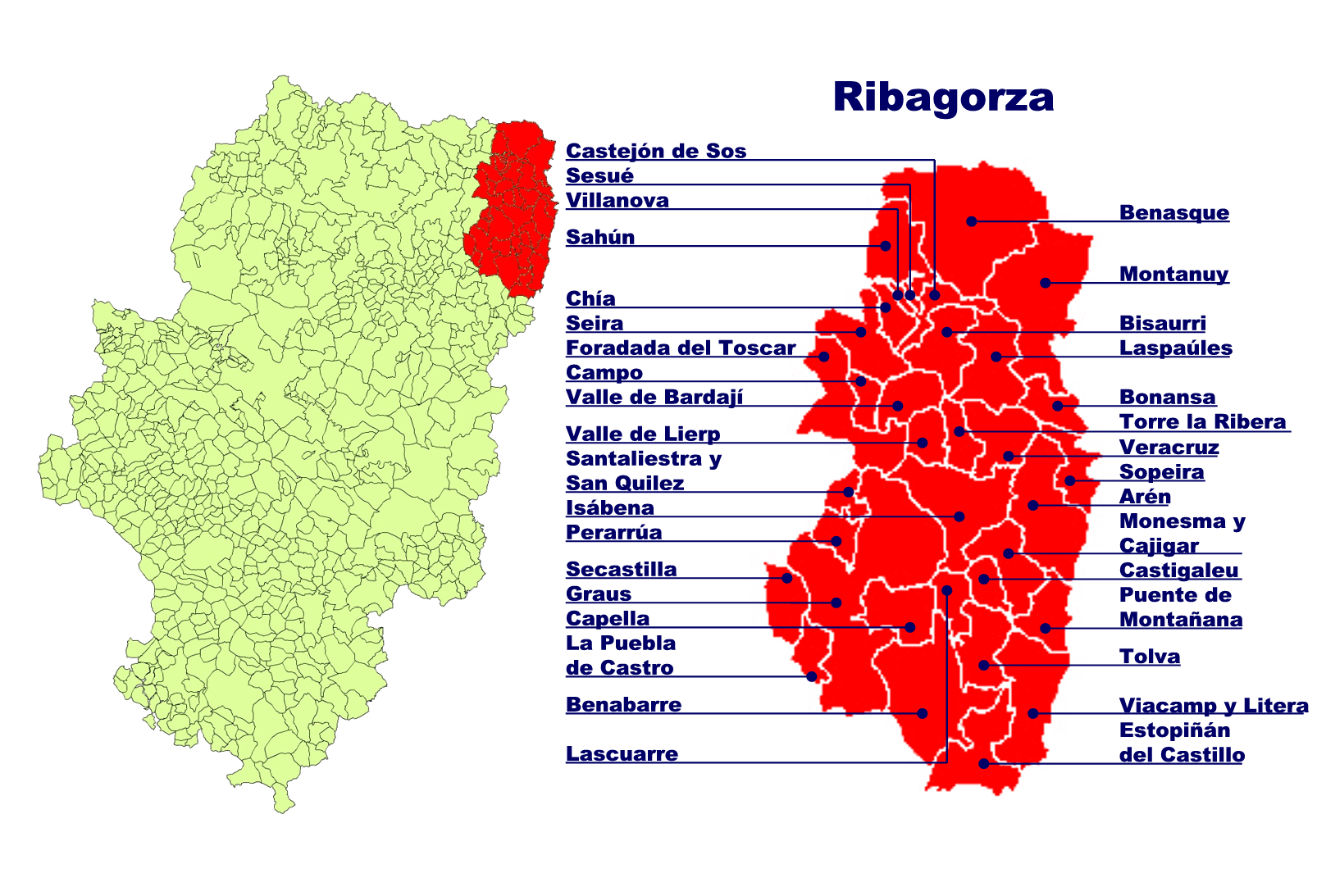
Municipis de la Ribagorça

La Ribagorça (aragonès: Ribagorza, castellà: Ribagorza) és una de les comarques de l'Aragó. Va ser separada de la seva comarca germana l'Alta Ribagorça, partint-les per la meitat, una banda a Aragó i l'altra a Catalunya.
Al nord limita amb França, al sud amb Somontano de Barbastre i Llitera, a ponent amb Sobrarb, i a l'est amb l'Aran, l'Alta Ribagorça i el Pallars Jussà.
Està vertebrada pels rius Éssera, Isàvena i Noguera Ribagorçana.
Lloc important d'alpinisme i turisme, té el pic d'Aneto, més alt dels Pirineus i l'estació d'esquí més alta del Pirineu aragonés, en Cerler.
Té els orígens en el Comtat de Ribagorça, un dels comtats fronterers de l'Imperi Carolingi (l'anomenada Marca Hispànica) i posteriorment territori integrant del Regne i Corona d'Aragó.

## Municipis de la Ribagorça
| |          |          |          |
| \| Municipi \| Població \| Extensió \| Densitat \| \| --------------------------- \| -------- \| -------- \| -------- \| \| Areny de Noguera \| 306 \| 119 \| 2,57 \| \| Benasc \| 2.362 \| 233,2 \| 10,13 \| \| Benavarri \| 1.137 \| 157,1 \| 7,24 \| \| Beranui \| 69 \| 64,01 \| 1,08 \| \| Bissaürri \| 179 \| 63,29 \| 2,83 \| \| Bonansa \| 86 \| 37,3 \| 2,31 \| \| Campo \| 483 \| 23,03 \| 21,13 \| \| Capella \| 351 \| 60,7 \| 5,78 \| \| Castigaleu \| 87 \| 26,5 \| 3,28 \| \| Castilló de Sos \| 868 \| 31,6 \| 27,51 \| \| Estopanyà \| 136 \| 88,7 \| 1,53 \| \| Foradada del Toscar, la \| 169 \| 106,58 \| 1,59 \| \| Gia \| 94 \| 25,95 \| 3,6 \| \| Graus \| 3.380 \| 300,4 \| 11,27 \| \| Lasquarri \| 135 \| 31,9 \| 4,24 \| \| Monesma i Queixigar \| 69 \| 62,6 \| 1,1 \| \| Montanui \| 227 \| 174,2 \| 1,3 \| \| Paüls, les \| 251 \| 81,7 \| 3,07 \| \| Pobla de Castre, la \| 427 \| 29,54 \| 14,53 \| \| Isàvena \| 237 \| 118,8 \| 2 \| \| Perarrua \| 112 \| 30,1 \| 3,73 \| \| Pont de Montanyana, el \| 95 \| 48,2 \| 1,96 \| \| Santa Llestra i Sant Quilis \| 83 \| 23,42 \| 3,56 \| \| Saünc \| 319 \| 73,3 \| 4,35 \| \| Secastella \| 149 \| 47,4 \| 3,14 \| \| Seira \| 146 \| 69,4 \| 2,1 \| \| Sessué \| 116 \| 5 \| 23,2 \| \| Sopeira \| 84 \| 44,1 \| 1,91 \| \| Tolba \| 132 \| 59,14 \| 2,24 \| \| Tor-la-ribera \| 100 \| 32 \| 3,12 \| \| Vall de Bardaixí, la \| 55 \| 45,57 \| 1,21 \| \| Vall de Lierp, la \| 58 \| 32,41 \| 1,77 \| \| Viacamp i Lliterà \| 41 \| 107,7 \| 0,38 \| \| Vilanova d'Éssera \| 170 \| 7 \| 24,12 \| \| Total \| 12.713 \| 2461,4 \| 6,03 \| |          |          |          |
| Municipi | Població | Extensió | Densitat |
| Areny de Noguera | 306      | 119      | 2,57     |
| Benasc | 2.362    | 233,2    | 10,13    |
| Benavarri | 1.137    | 157,1    | 7,24     |
| Beranui | 69       | 64,01    | 1,08     |
| Bissaürri | 179      | 63,29    | 2,83     |
| Bonansa | 86       | 37,3     | 2,31     |
| Campo | 483      | 23,03    | 21,13    |
| Capella | 351      | 60,7     | 5,78     |
| Castigaleu | 87       | 26,5     | 3,28     |
| Castilló de Sos | 868      | 31,6     | 27,51    |
| Estopanyà | 136      | 88,7     | 1,53     |
| Foradada del Toscar, la | 169      | 106,58   | 1,59     |
| Gia | 94       | 25,95    | 3,6      |
| Graus | 3.380    | 300,4    | 11,27    |
| Lasquarri | 135      | 31,9     | 4,24     |
| Monesma i Queixigar | 69       | 62,6     | 1,1      |
| Montanui | 227      | 174,2    | 1,3      |
| Paüls, les | 251      | 81,7     | 3,07     |
| Pobla de Castre, la | 427      | 29,54    | 14,53    |
| Isàvena | 237      | 118,8    | 2        |
| Perarrua | 112      | 30,1     | 3,73     |
| Pont de Montanyana, el | 95       | 48,2     | 1,96     |
| Santa Llestra i Sant Quilis | 83       | 23,42    | 3,56     |
| Saünc | 319      | 73,3     | 4,35     |
| Secastella | 149      | 47,4     | 3,14     |
| Seira | 146      | 69,4     | 2,1      |
| Sessué | 116      | 5        | 23,2     |
| Sopeira | 84       | 44,1     | 1,91     |
| Tolba | 132      | 59,14    | 2,24     |
| Tor-la-ribera | 100      | 32       | 3,12     |
| Vall de Bardaixí, la | 55       | 45,57    | 1,21     |
| Vall de Lierp, la | 58       | 32,41    | 1,77     |
| Viacamp i Lliterà | 41       | 107,7    | 0,38     |
| Vilanova d'Éssera | 170      | 7        | 24,12    |
| Total | 12.713   | 2461,4   | 6,03     |

D'aquests, els següents són considerats catalanoparlants per la legislació aragonesa.
| Nom oficial            | Nom en català         | Població (2024) | Superfície |
| ---------------------- | --------------------- | --------------- | ---------- |
| Arén                   | Areny de Noguera      | 306             | 119,3      |
| Benabarre              | Benavarri             | 1.137           | 157,1      |
| Bonansa                | Bonansa               | 86              | 37,3       |
| Castigaleu             | Castigaleu            | 87              | 26,5       |
| Estopiñán del Castillo | Estopanyà             | 136             | 88,7       |
| Isábena                | Isàvena               | 237             | 118,5      |
| Lascuarre              | Lasquarri             | 135             | 31,9       |
| Laspaúles              | les Paüls             | 251             | 81,6       |
| Monesma y Cajigar      | Monesma i Queixigar   | 69              | 62,6       |
| Montanuy               | Montanui              | 227             | 174,1      |
| Puente de Montañana    | el Pont de Montanyana | 95              | 48,6       |
| Sopeira                | Sopeira               | 84              | 44,1       |
| Tolva                  | Tolba                 | 132             | 59,0       |
| Torre la Ribera        | Tor-la-ribera         | 100             | 32,1       |
| Beranuy                | Beranui               | 69              | 63,8       |
| Viacamp y Litera       | Viacamp i Lliterà     | 41              | 107,7      |
| Total                  | Total                 | 3.192           | 1.252,9    |

## Prehistòria

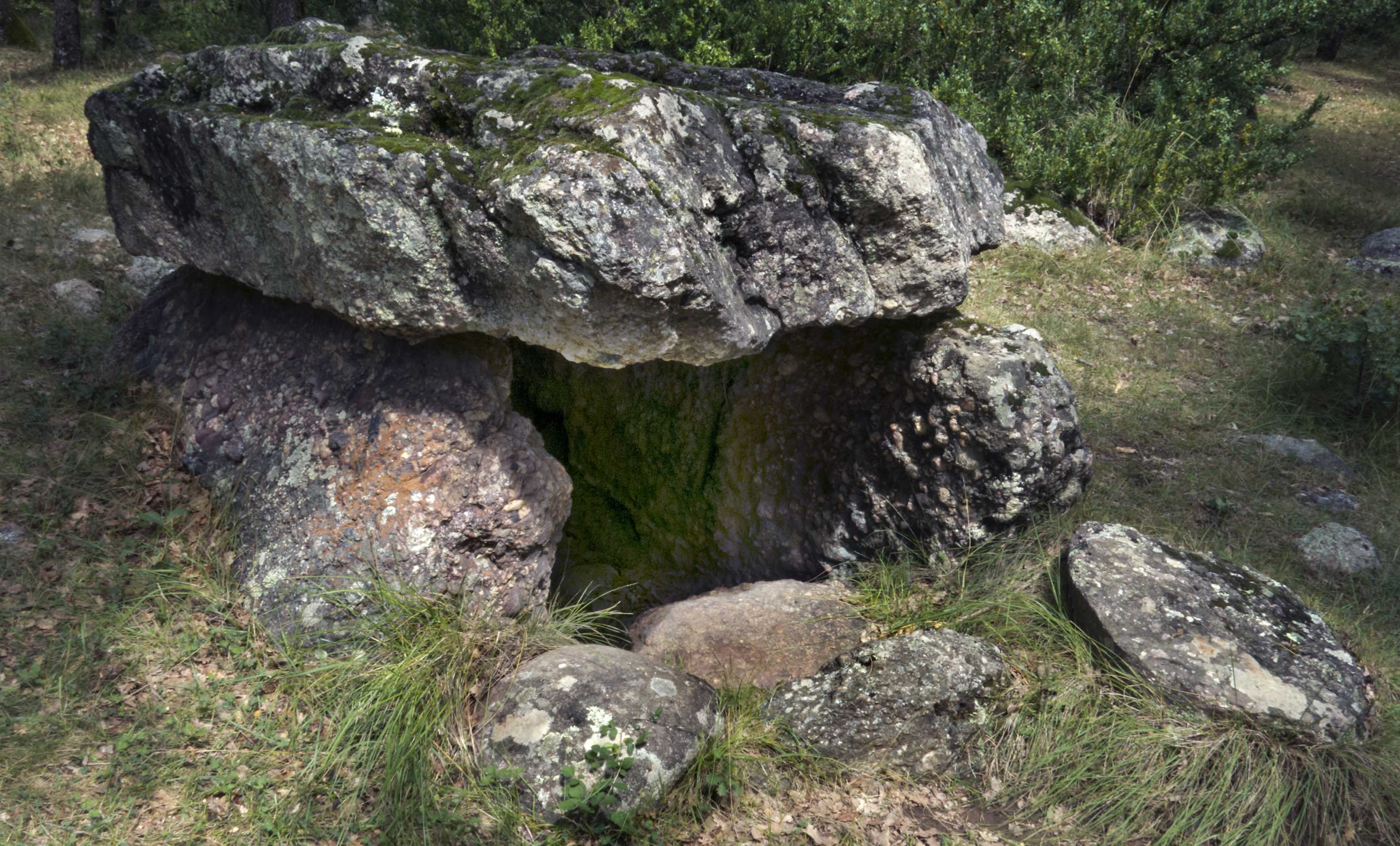
Dolmen, Cornudella de Valira

Els assentaments humans de la comarca es remunten al Paleolític mitjà (50.000 anys), amb mostres a jaciments arqueològics d'Olvena, las Forcas de Graus o Castilló de Pla, el menhir de Merli o els dolmens de Cornudella de Valira.

## Història
Els romans varen establir ciutats com Labitolosa, prop de la Pobla del Castre.

### Dominació àrab. El Balascot
Durant la invasió musulmana de la península Ibèrica, els àrabs varen ocupar aquesta regió.
Vers el 724 el territori, sota domini àrab, es creu que es va revoltar sota direcció d'un noble, possiblement d'estirp vascona, anomenat Balascot pels àrabs (Belasc), a les terres a l'est de Sobrarb (alguns el situen a l'oest).
A les cròniques àrabs apareix més tard un senyor local anomenat Ibn Balascot (és a dir el fill de Balascot). El seu nom indicaria, en primer lloc que el seu pare va ser un personatge important (doncs n'hi ha prou amb dir que era el fill del seu pare perquè se sàpiga de qui s'està parlant), i que la seva possible revolta havia prosperat, car anys després el fill de Balascot encara conservava el poder.

### Comtat de Tolosa i Ribagorça
A l'alta edat mitjana, aquesta zona va pertànyer al comtat de Tolosa. A finals del segle ix, Ramon I de Pallars i Ribagorça va crear el seu propi comtat independitzant-se del de Tolosa aprofitant una crisi esdevinguda per l'assassinat de Bernat el Vedell.
S'alternen les ocupacions àrabs amb el domini comtal, fins que és totalment reconquerida per Sanç I de Navarra. El 1035, el comte de Ribagorça i de Sobrarb Ramir I d'Aragó va crear el regne d'Aragó.

### Edat moderna
Després de les "Alteracions de Ribagorça" sota el regnat de Felip II, la Ribagorça perd tot els seus privilegis, furs i lleis pròpies.
La proclamació del Cantó Ribagorçà amb la primera república espanyola de 1873, va tornar momentàniament la independència de la Ribagorça.

## Propostes comarcals aplicades
Trobem, com és el cas de totes les comarques que conformen la Franja de Ponent (ço és, que formen part de les comunitats de l'Aragó on es parla el català), diferents postures pel que fa al referent d'aquest topònim. En el cas de la Ribagorça n'hi ha tres. Són usuals les expressions Alta Ribagorça i Baixa Ribagorça, però depenent d'aquestes tres postures (les quals s'expliquen amb més detall a l'article sobre la Franja de Ponent) fan referència molts cops a territoris diferents.
1. La postura oficial diferencia entre una Alta Ribagorça de la comunitat autònoma de Catalunya i una Ribagorça de la de l'Aragó.
2. La postura integracionista dels Països Catalans designa com a Alta Ribagorça la part administrativament catalana, però, en canvi, entén com a Baixa Ribagorça (o d'altres cops com a, senzillament, Ribagorça) la part lingüísticament catalana de la Ribagorça aragonesa. Sol incloure la Vall de Benasc en aquesta darrera comarca.
3. La postura nacional dels Països Catalans no té en compte que en l'actualitat existeixi una comarca de l'Alta Ribagorça a Catalunya i en camp ras divideix el territori lingüísticament català de la Ribagorça (incloent-hi, per la seua banda, la Vall de Benasc) en una Alta Ribagorça i una Baixa Ribagorça que res tenen a veure amb l'oficialitat. L'Alta Ribagorça nacional comprendria, així, la vall alta de l'Éssera i la de la Noguera Ribagorçana, fins al Pont de Montanyana; i la resta de territori pertanyeria a la Baixa Ribagorça nacional, integrada principalment per la conca alta de l'Isàvena.

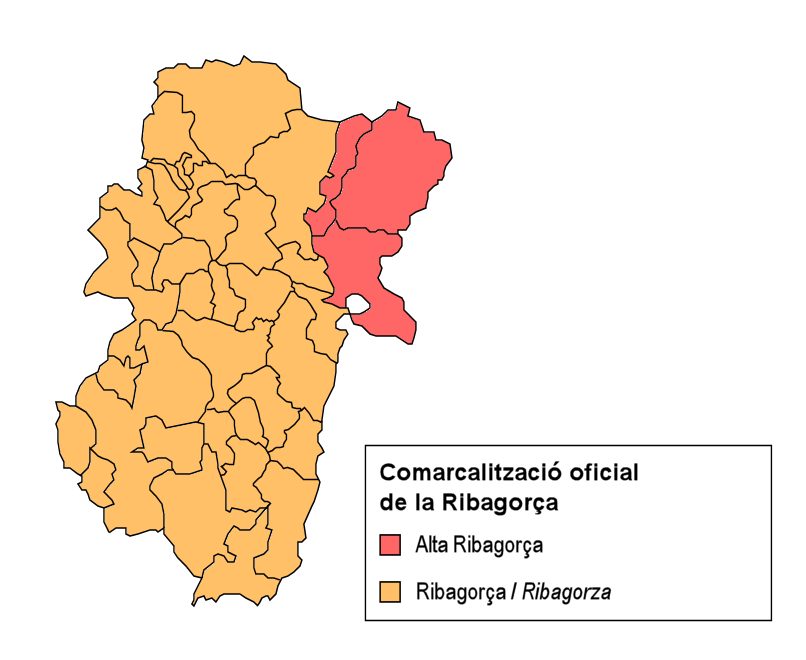
La comarcalització oficial
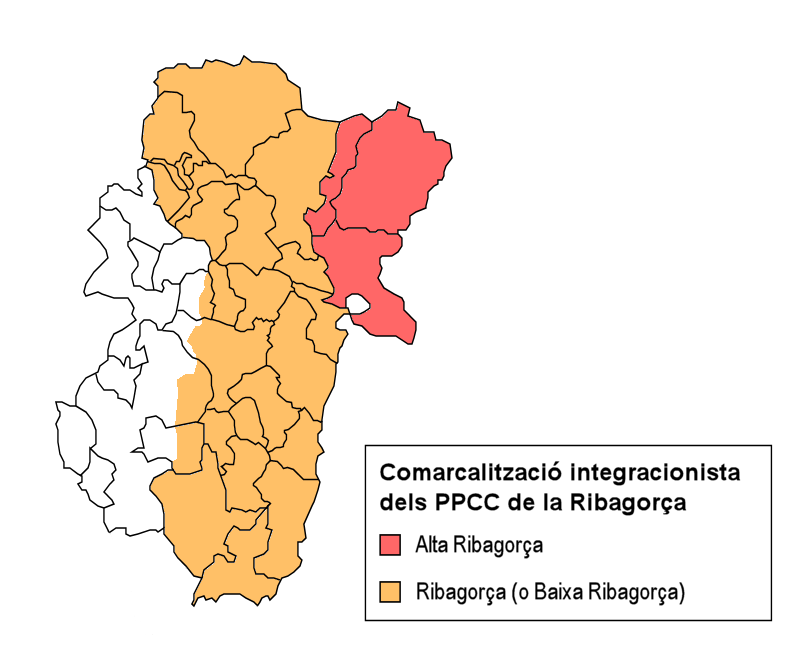
La comarcalització integracionista dels Països Catalans
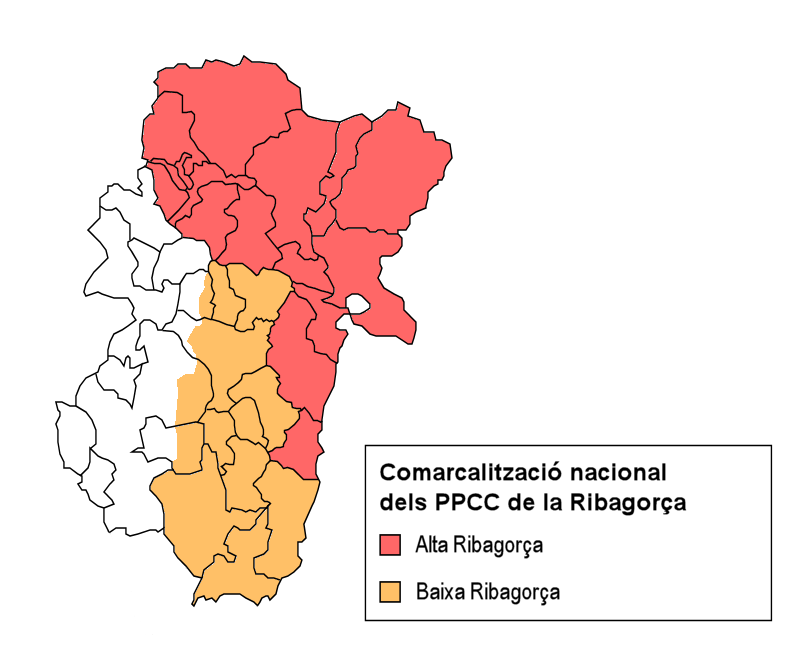
La comarcalització nacional dels Països Catalans

## Imatges de la Ribagorça

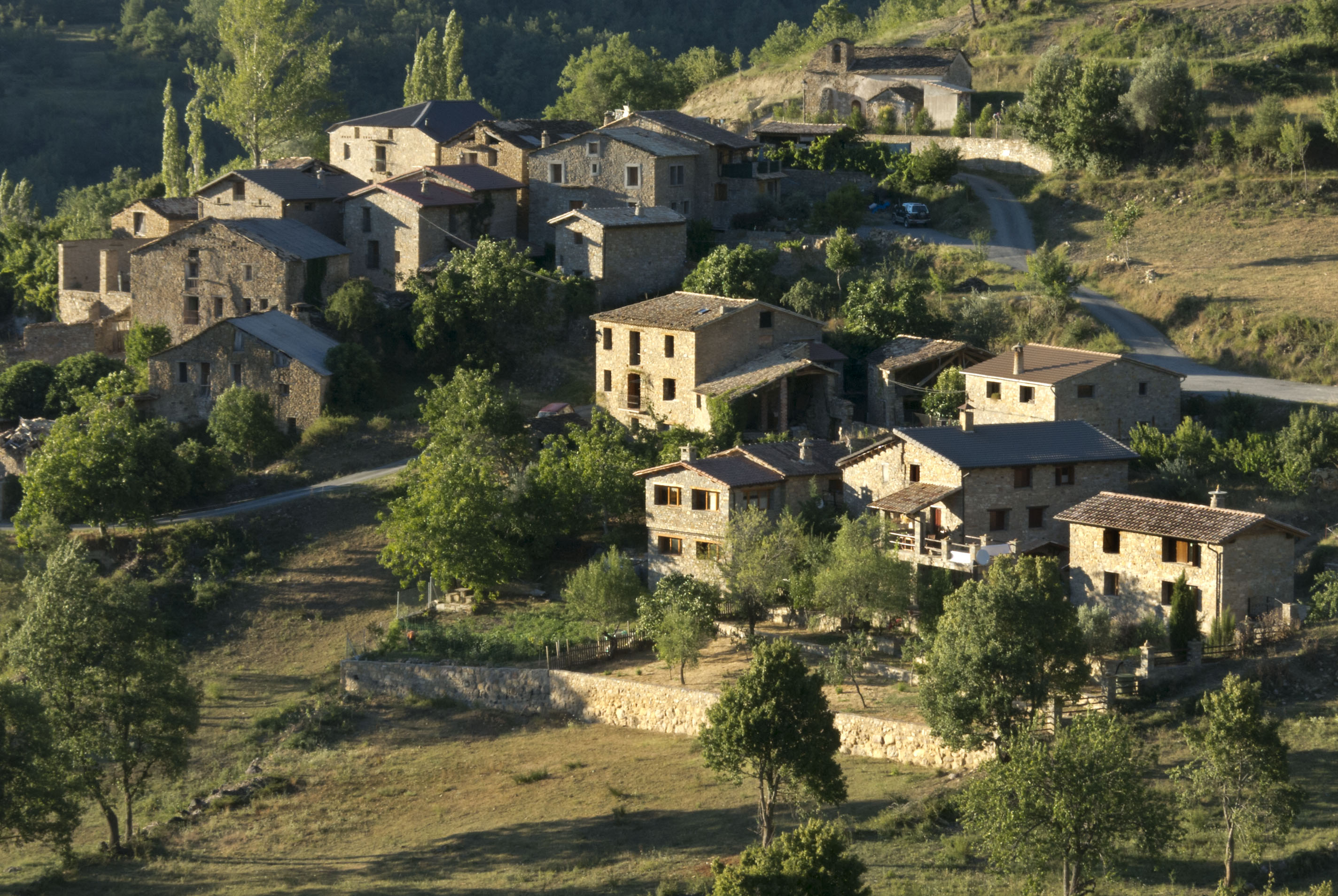
Pardinella
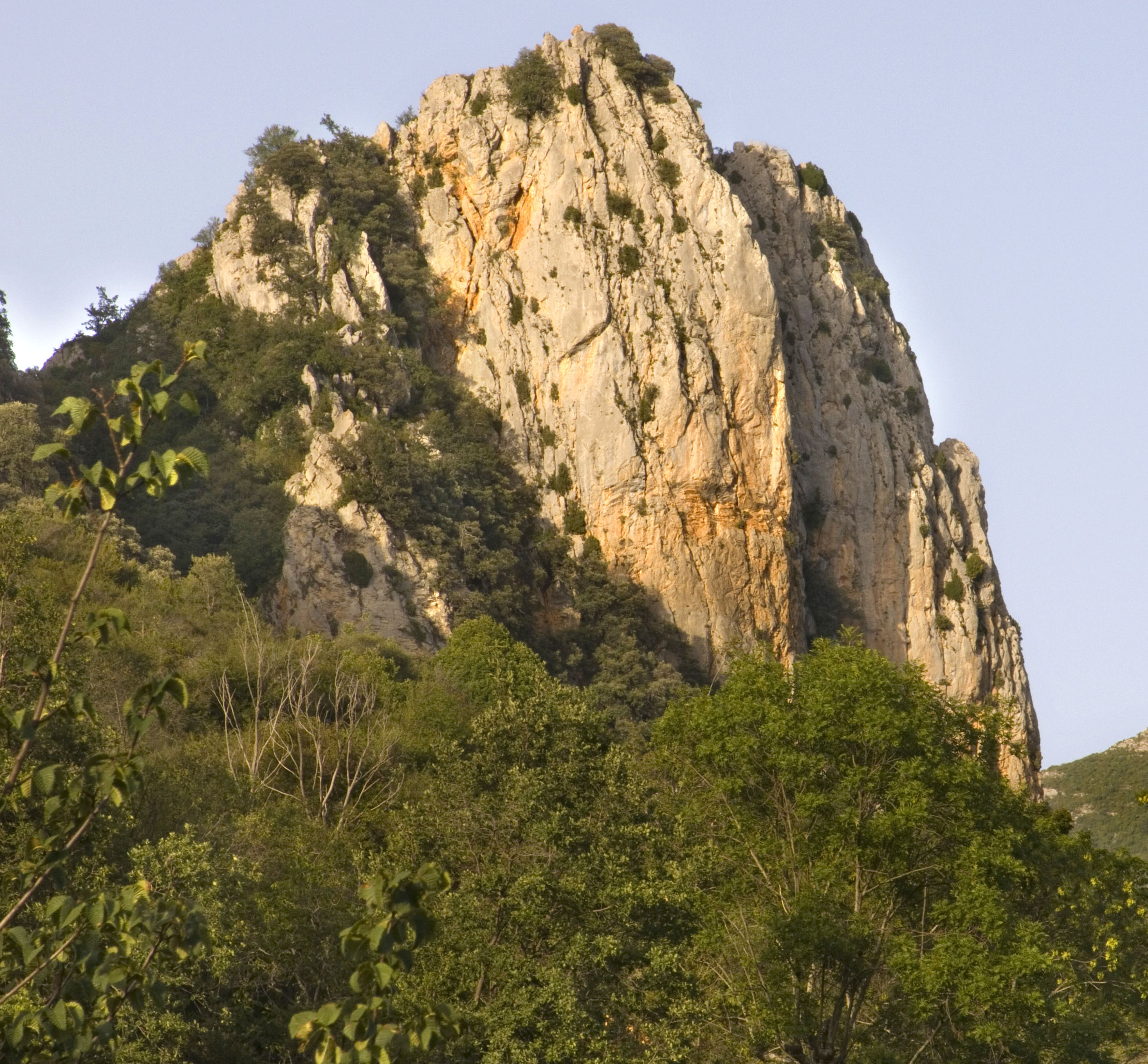
La Croqueta (Coll de la Croqueta d'Ovarra)
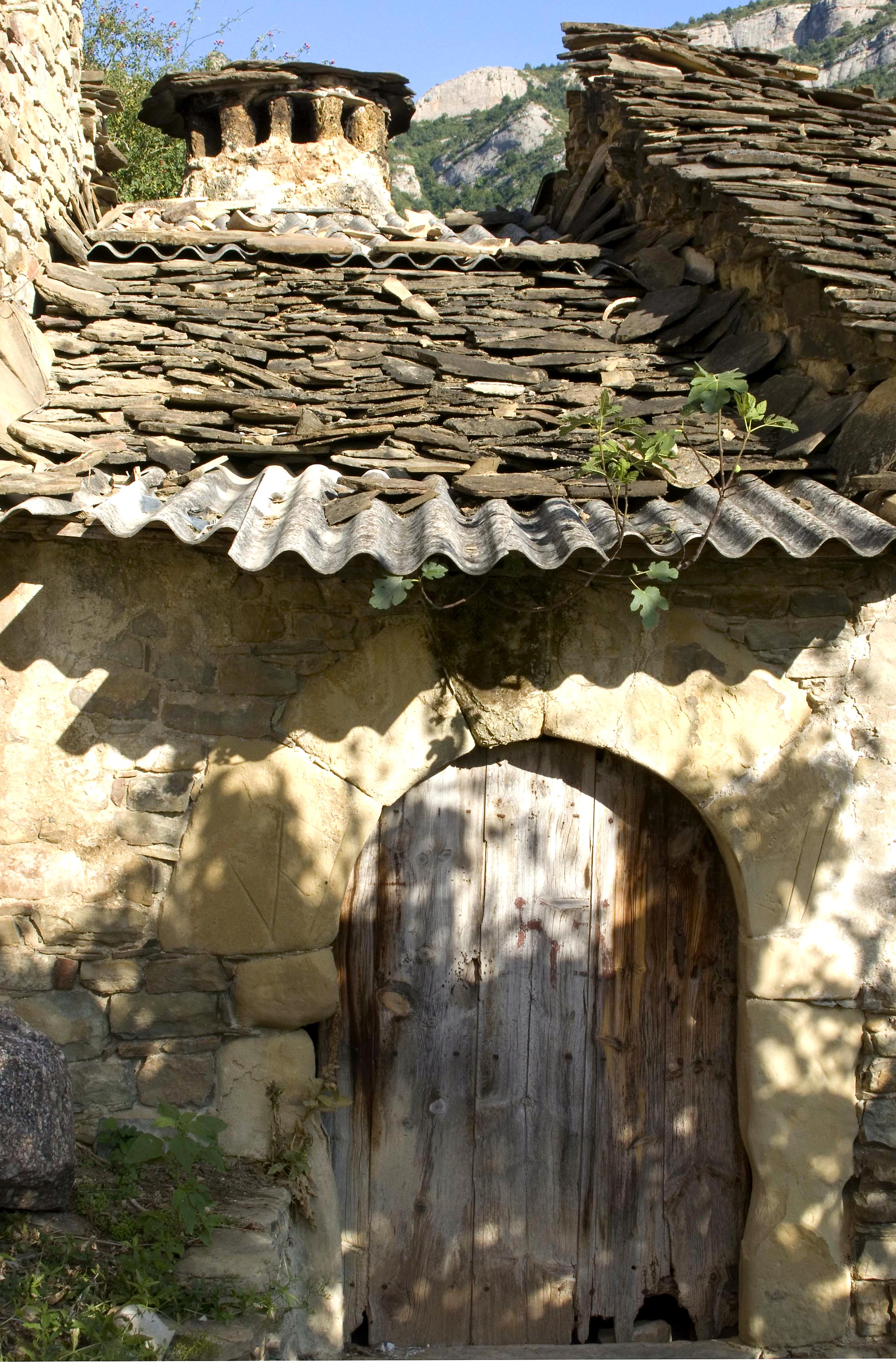
Casa de Pardinella
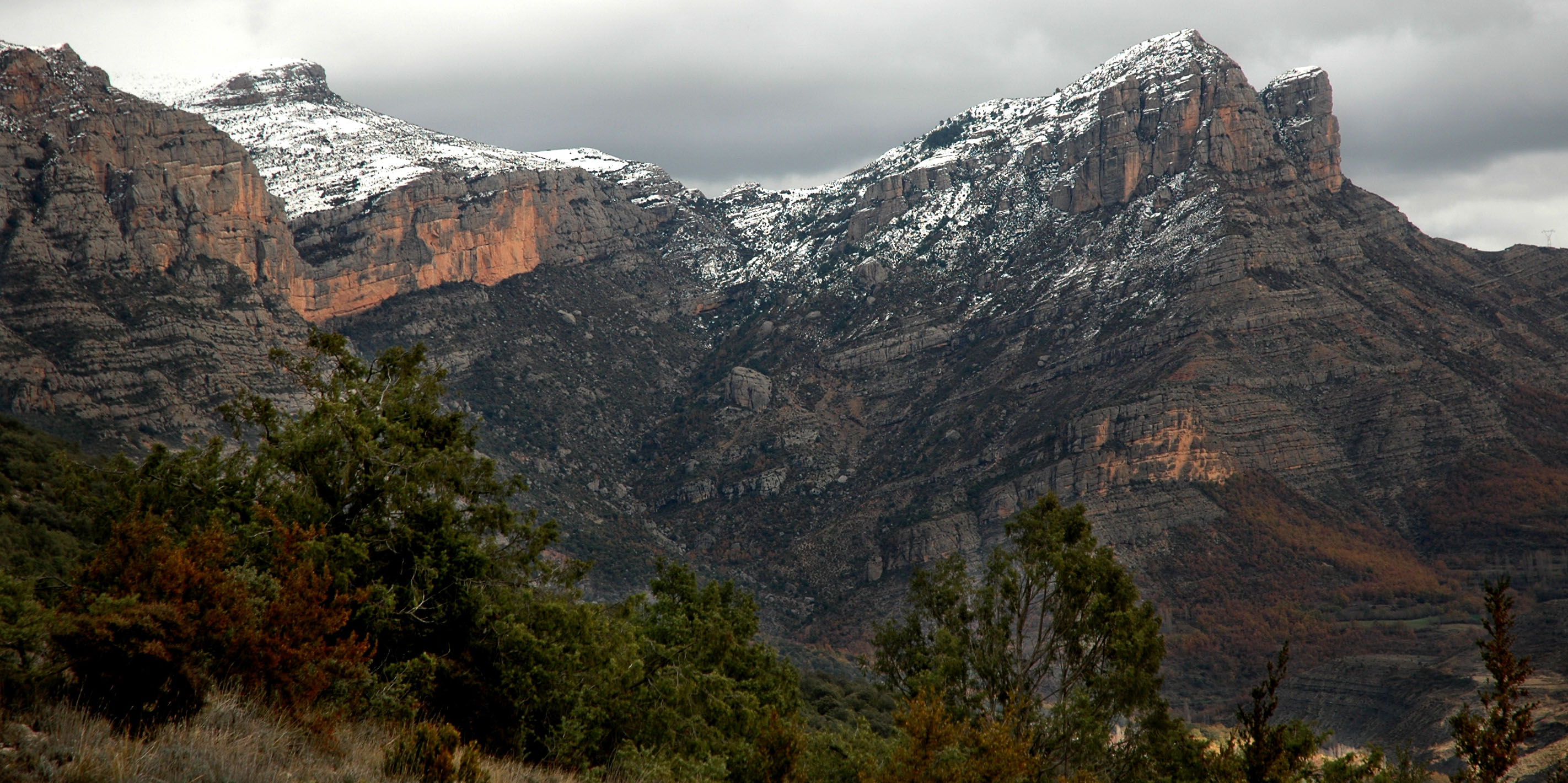
Serra de Sis, Prepirineus aragonesos
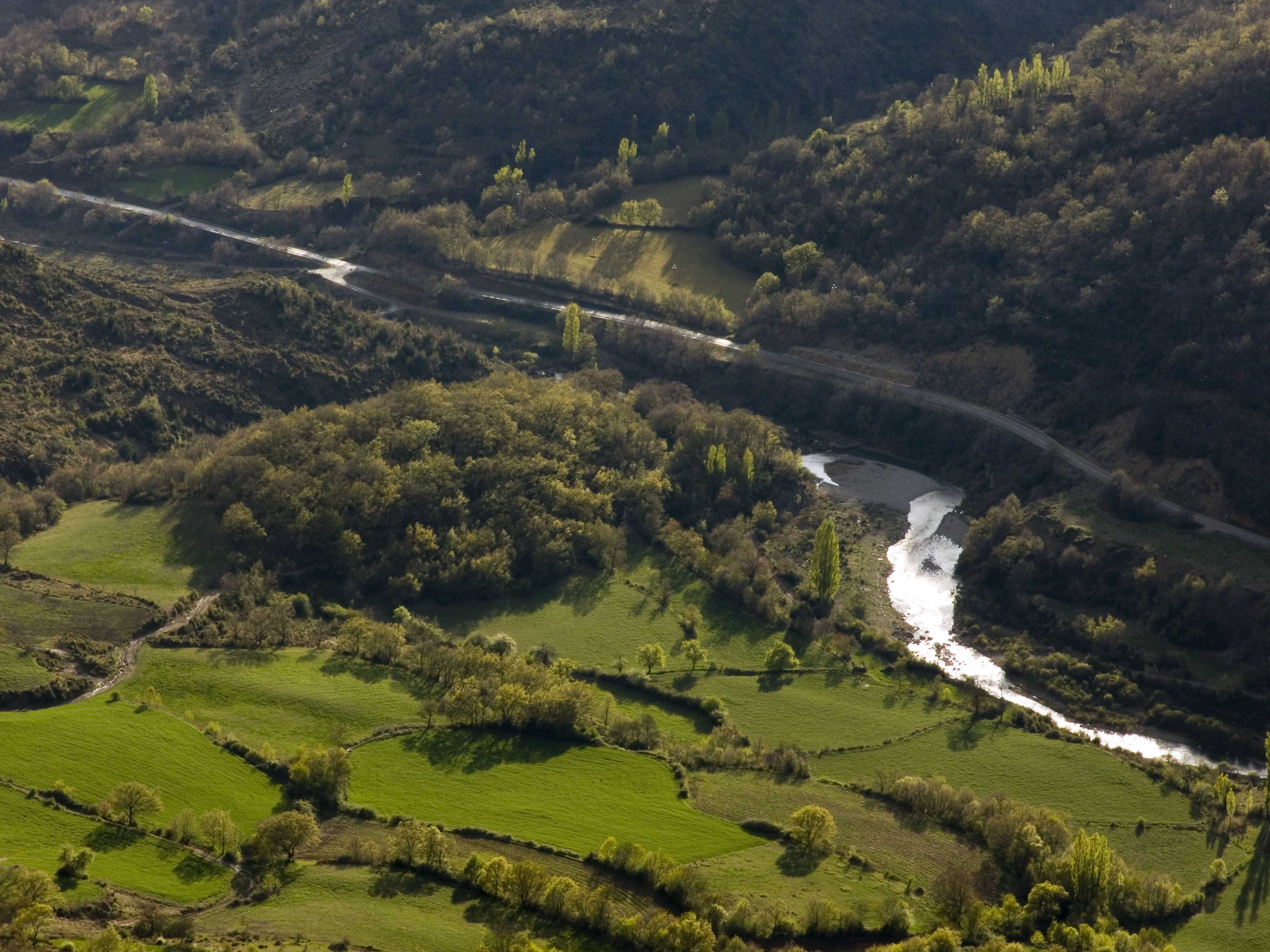
Vista de la Vall de l'Isàvena des de Beranui
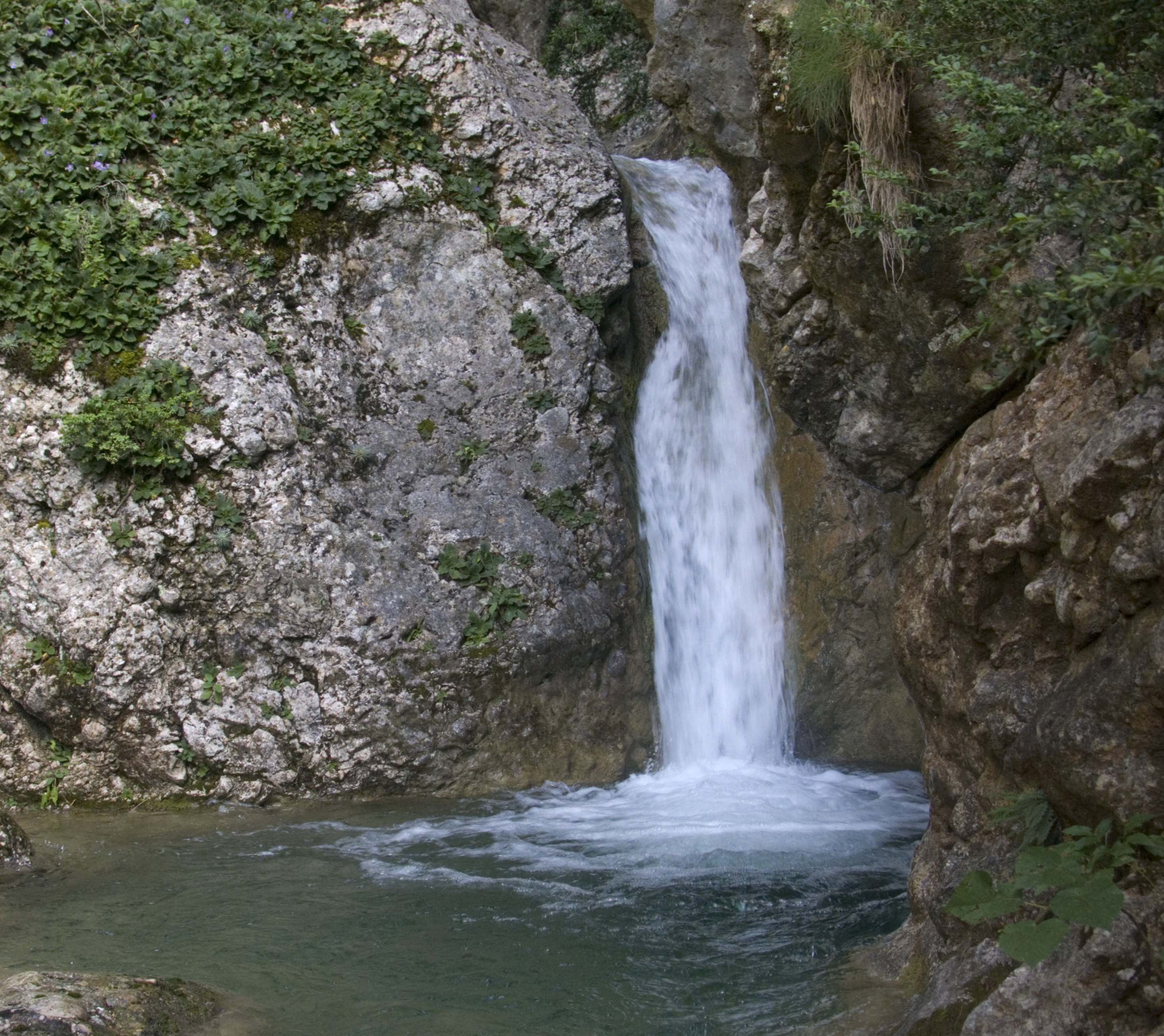
Cascada i Mulla de Castrocit
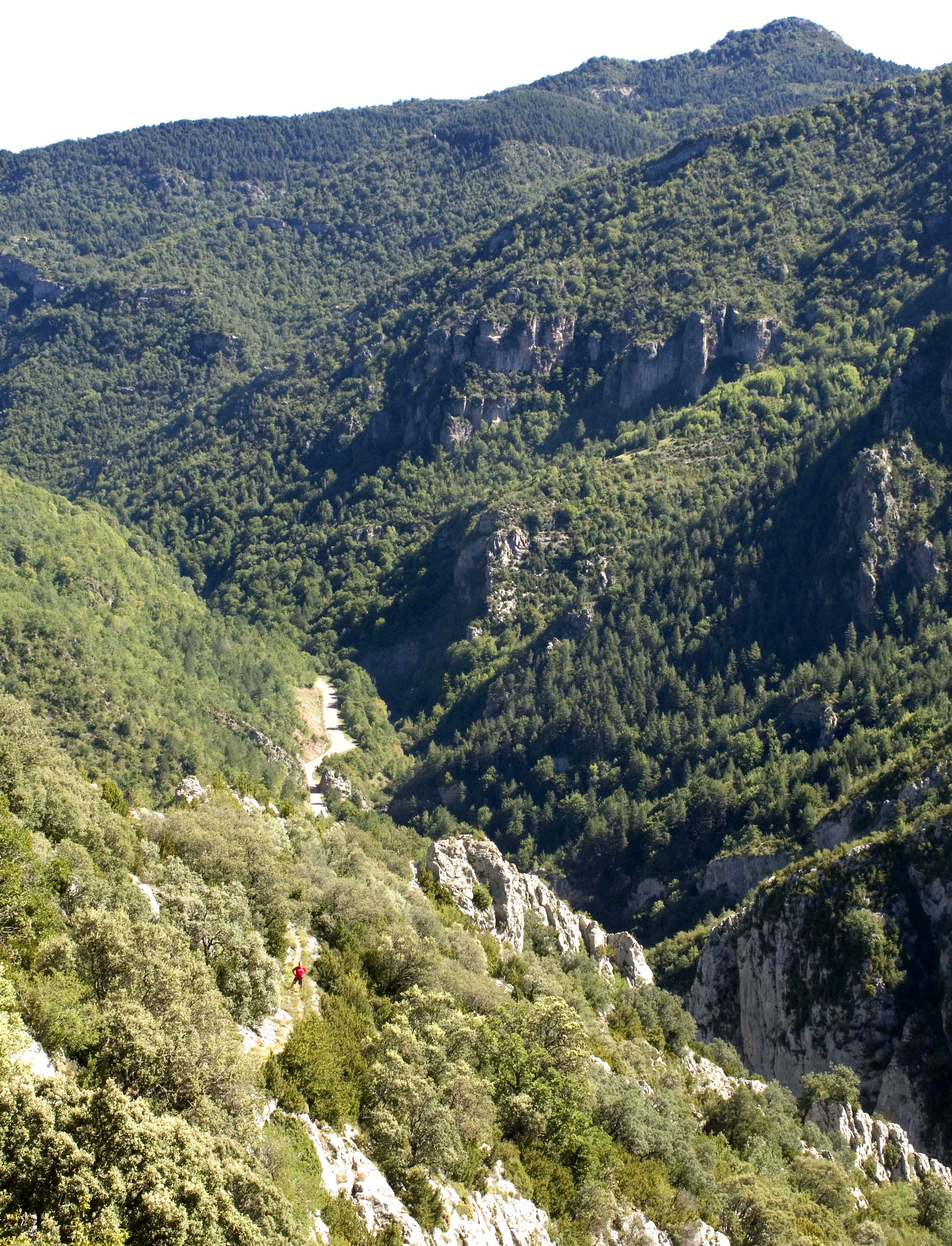
Congost d'Ovarra
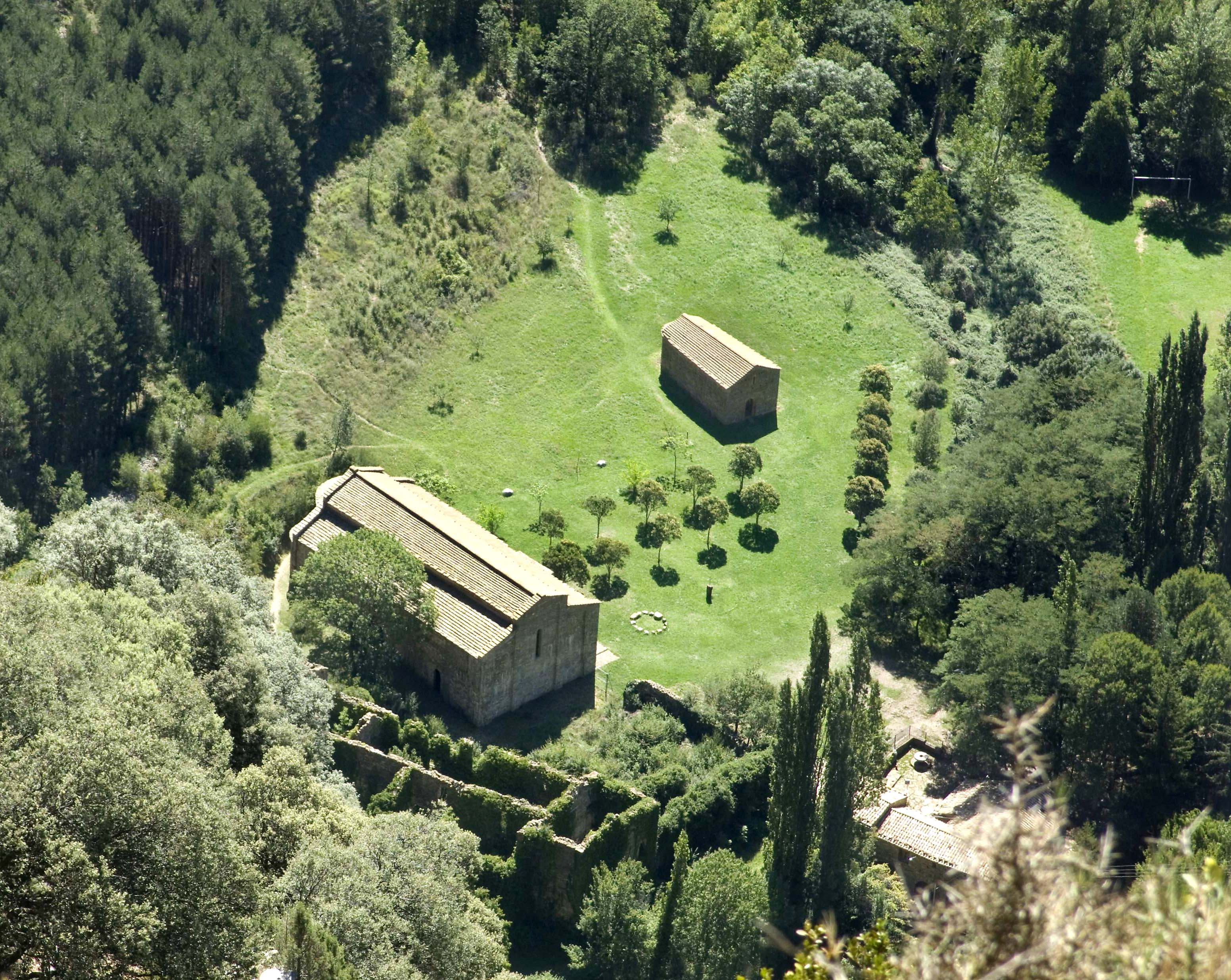
Santa Maria d'Ovarra
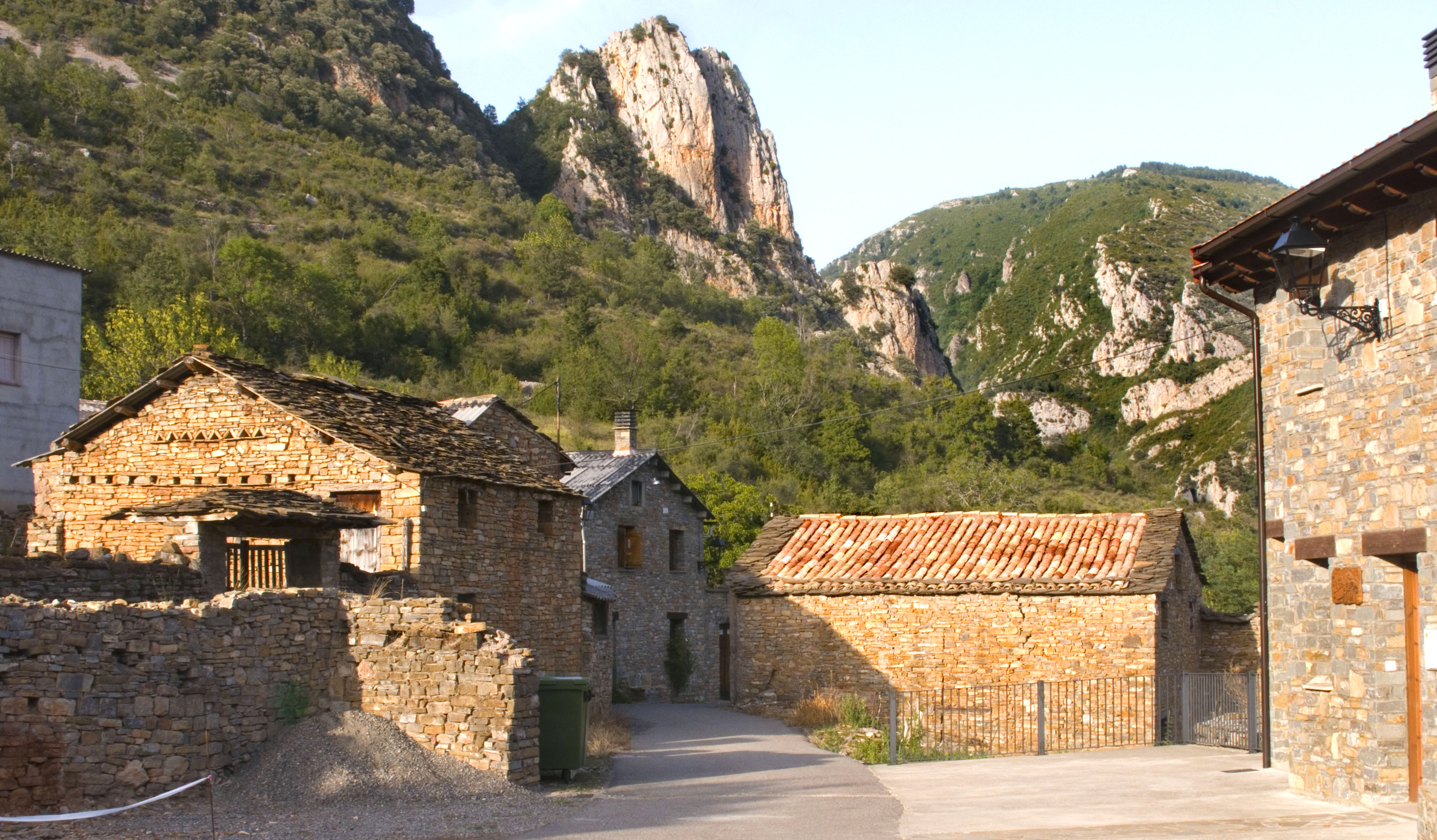
Vallabriga
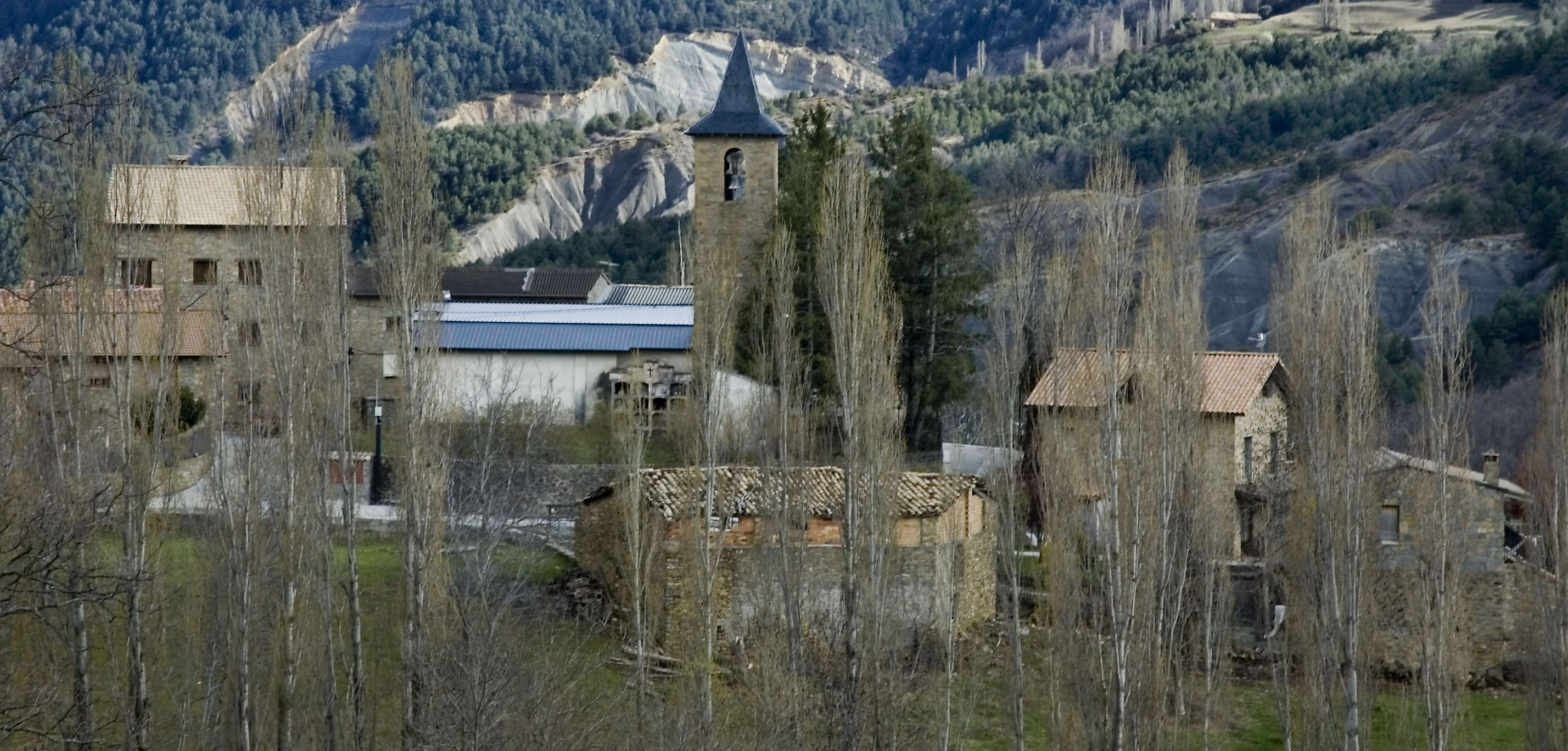
Vilacarle, (Tor-la-ribera)
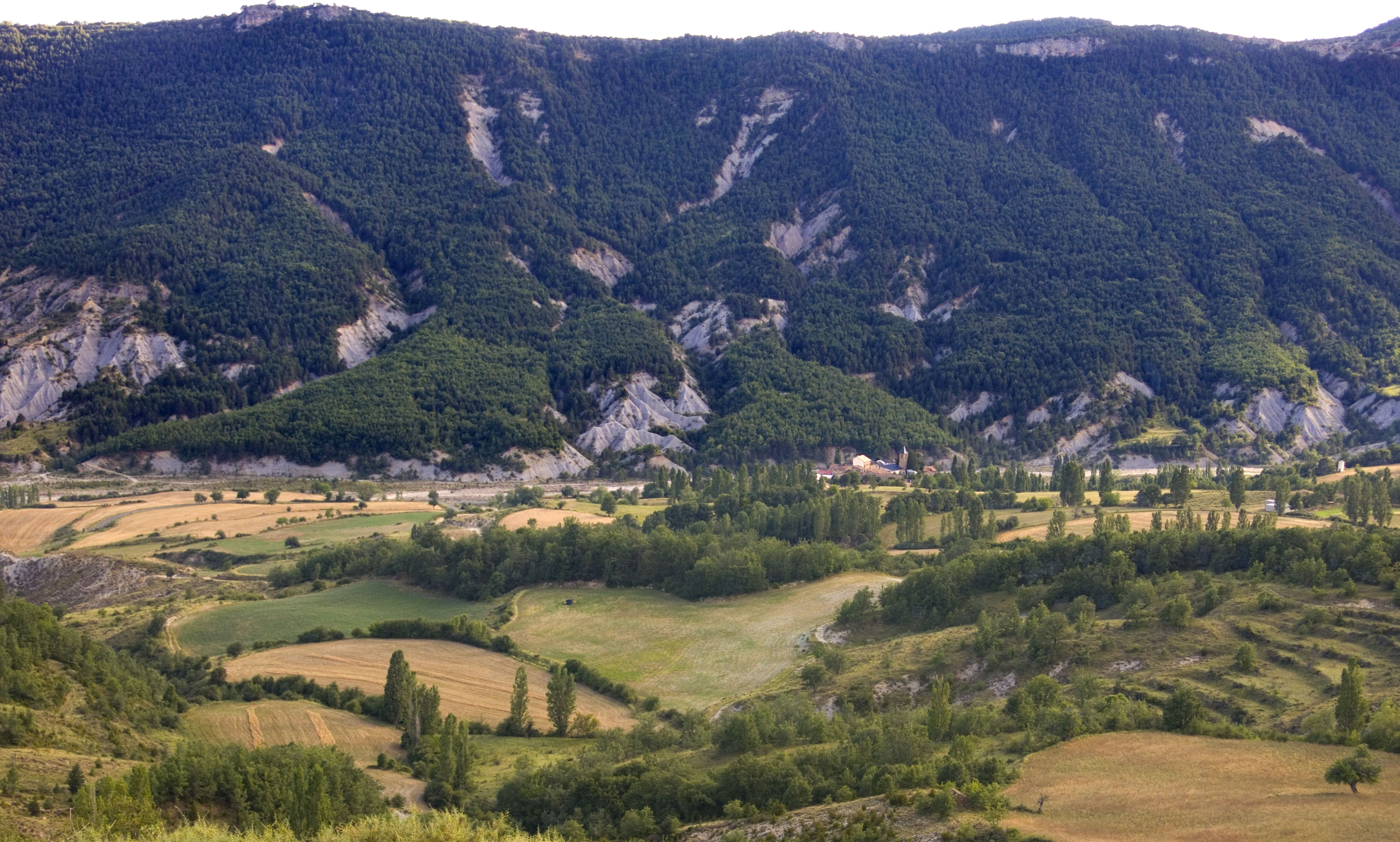
Municipi de Tor-la-ribera
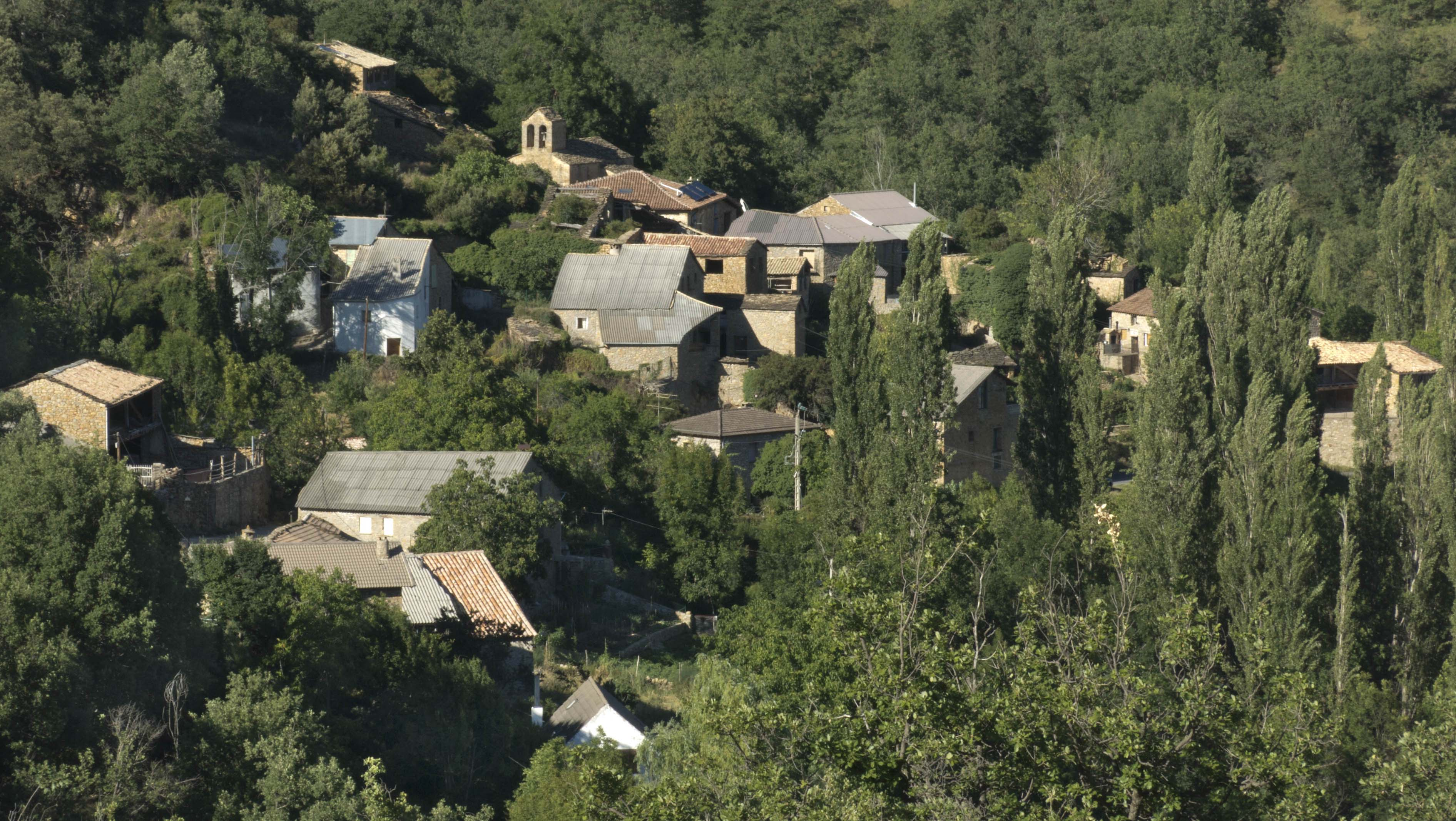
Visalibons (Baixa Ribagorça)

## Fotografia
Vista panoràmica de la Ribagorça des de la Roda d'Isàvena.